# Evangelho de Barnabé
O Evangelho de Barnabé é um livro representando a vida de Jesus e que alega ser de autoria de Barnabé, que neste escrito é um dos doze apóstolos.
Este evangelho é apócrifo, pois não existe nenhuma referência a ele nos escritos cristãos dos quatro primeiros séculos. Clemente de Alexandria, que cita uma passagem atribuída a Barnabé, porém, cometeu um erro, e a passagem que ele cita é de uma epístola de Clemente Romano aos coríntios. Segundo Jeremiah Jones, o evangelho de Barnabé é uma falsificação islâmica.
De acordo com John Bruno Hare, editor do site "Sacred Texts", este é um evangelho apócrifo, e que contém várias passagens em desacordo com a Bíblia. A característica única deste evangelho dentre os demais apócrifos é que este evangelho é "muçulmano", ou seja, ele apresenta Jesus como um profeta humano, e não como o filho de Deus, e como um predecessor de Maomé. Segundo estudiosos ocidentais, este evangelho é uma falsificação feita no século XIV. Atualmente, este evangelho tem sido usado por muçulmanos como uma fonte autêntica e acurada dos eventos da vida de Jesus. Estes textos são baseados na tradução dos Raggs.
Este evangelho é considerado por alguns especialistas acadêmicos, incluindo cristãos e muçulmanos (tais como Abbas el-Akkad), como antigo e pseudoepígrafo; porém, alguns acadêmicos sugerem que ele contém resquícios de livros apócrifos (possivelmente gnósticos, ebionitas ou o "Diatessarão"). De acordo com Reem Kanaan, o evangelho foi encontrado em 1478, e cita quatorze vezes o nome de Maomé.